# Hebert Silva Santos
Hebert Silva Santos (nacido el 23 de mayo de 1991) es un futbolista brasileño que se desempeña como defensa.

## Trayectoria

### Clubes
| Club             | País     | Año         |
| ---------------- | -------- | ----------- |
| Trofense         | Portugal | 2012 - 2013 |
| Braga            | Portugal | 2013        |
| Piast Gliwice    | Polonia  | 2014 - 2018 |
| JEF United Chiba | Japón    | 2018 -      |